# Expressens Heffaklump
Expressens Heffaklump ist ein schwedischer Kinder- und Jugendpreis, der seit 1966 jährlich an Autoren verliehen wird. Ausgezeichnet werden die Autoren für das beste Kinder- und Jugendbuch, mehrere Werke oder die Gesamtleistung auf diesem Gebiet.
Der Preis wurde nach der Zeitung Expressen, die den Preis stiftete, und dem Heffaklump (im Deutschen: Heffalump) aus Pu der Bär, dem Werk von Alan Alexander Milne, benannt.
2009 wurde zum ersten Mal kein literarisches Werk ausgezeichnet, sondern eine TV-Sendung.

## Preisträger
- 1966: Maria Gripe für Hugo
- 1967: Max Lundgren für Pojken med guldbyxorna (Der Junge mit den Goldhosen)
- 1968: Harry Kullman für De rödas uppror
- 1969: Inger Sandberg und Lasse Sandberg für Pappa kom ut!
- 1970: Geteilter Preis: Tove Jansson für Sent i november (Herbst im Mumintal) & Astrid Lindgren für Än lever Emil i Lönneberga (Michel bringt die Welt in Ordnung)
- 1971: Barbro Lindgren für Jättehemligt
- 1972: Maud Reuterswärd für Han-där!
- 1973: - kein Preisträger -
- 1974: Jan Lööf für Sagan om det röda äpplet
- 1975: Olle Mattson für Talejten väntar i väst
- 1976: Stig Holmqvist und Aud Talle für Barn i Belfast
- 1977: Ann-Madeleine Gelotte für Ida Maria från Arfliden
- 1978: Sven Wernström für Trälarnas fruktan
- 1979: Elsa Olenius für Erzähltradition
- 1980: Lennart Hellsing für sein Gesamtwerk
- 1981: Eva Eriksson für Mamman och den vilda bebin
- 1982: Bo Carpelan für Julius blom, ett huvud för sig
- 1983: Harriet Alfons für Min nya skattkammare (red)
- 1984: Bengt af Klintberg für Skogsmusen och husmusen
- 1985: Ulf Nilsson für Om ni inte hade mej
- 1986: Ilon Wikland für Skinn Skerping hemskast av alla spöken i Småland
- 1987: Anna-Clara Tidholm und Thomas Tidholm für Resan till Ugri-La-Brek
- 1988: Rose Lagercrantz für Självporträtt utan näsa
- 1989: Peter Pohl für Medan regnbågen bleknar
- 1990: Pija Lindenbaum für Else-Marie och småpapporna
- 1991: Margareta Strömstedt für Majken och skyddsängeln
- 1992: Viveca Sundvall für En barkbåt till Eddie
- 1993: Jujja Wieslander und Tomas Wieslander für Mamma Mu gungar
- 1994: Lena Klefelt für Otto och Stures hemliga liv
- 1995: Ulf Stark für Storebrorsan
- 1996: Henning Mankell für Pojken som sov med snö i sin säng
- 1997: Anna Höglund für ihr Gesamtwerk
- 1998: Jockum Nordström für ihre Bücher über Sailor und Pekka
- 1999: Jakob Wegelius für Esperanza
- 2000: Lena Anderson für ihre Bücher über Kotten
- 2001: Pernilla Stalfelt für Kärlekboken
- 2002: Eva Lindström für Någon flyttar in
- 2003: Per Nilsson, Ask och Embla
- 2004: Ylva Karlsson für Resan till kejsaren
- 2005: Lucas Svensson für Petter och Lotta och stora landsvägen (Theaterstück)
- 2006: Olof Landström und Lena Landström für das Gesamtwerk
- 2007: Carin und Stina Wirsén für Supershow med Rut och Knut
- 2008: Manne af Klintberg
- 2009: Petter Lennstrand für die TV-Serie För alla åldrar
- 2010: Gunna Grähs[2]
- 2011: Barnens underjordiska scen
- 2012: Joanna Hellgren
- 2013: Sara Lundberg
- 2014: Sven Nordqvist
- 2015: Frida Nilsson für Siri und die Eismeerpiraten
- 2016: Jojje Wadenius
- 2017: Per Gustavsson
- 2018: Gunilla Lundgren
- 2019: Jenny Jägerfeld
- 2020: Erik Ekstrand
- 2021: Emma Adbåge und Lisen Adbåge
- 2022: Dalija Acin Thelander
- 2023: Melody Farshin